# Diplotaxis kohlaanensis
Diplotaxis kohlaanensis är en korsblommig växtart som beskrevs av Anthony G. Miller och J. Nyberg. Diplotaxis kohlaanensis ingår i släktet mursenaper, och familjen korsblommiga växter. Inga underarter finns listade i Catalogue of Life.